# Just Like a Pill
Just Like a Pill је трећи сингл са албума Missundaztood америчке певачице Пинк. Текст је написао Далас Остин, а песма говори о болном раскиду као и о зависности од наркотика.
Песма је 2002. године објављена широм света и наишла је на добар пријем. На америчкој Билборд хот 100 листи доспела је до 8. позиције, док се у Уједињеном Краљевству попела на сам врх топ-листе, што је било по први пут у каријери Пинк у тој земљи. Сингл се у већини земаља пласирао у првих 10.

### Настајање песме
Пинк је Just Like a Pill написала заједно са Даласом Остином који је такође урадио и музички аранжман. Пинк је у једном интервјуу изјавила да ова песма показује део њене личности, односећи се на своје некадашње проблеме са дрогом. Реплика је песме Don't Let Me Get Me по мелодији појединих њених делова.

### Пријем
Песма је генерално гледано била добро примљена, добивши солидне критике. У Аустралији песма је објављена само као сингл на радију, мада је на радио топ-листама достигла 1. место. Крајем јуна 2009. године песма се поново нашла на тамошњим топ-листама углавном због турнеје на којој се Пинк налазила у тој земљи.

### Музички спот
Спот за ову песму разликује се од осталих са тог албума које је Пинк до сада снимала, с обзиром да се бави мрачнијим темама. Током целог спота, певачица Пинк је обучена у црно, и то, са голим и рукама и ногама, чак је и њена коса, која је и у овом споту дуга, офарбана у црно. На почетку она лежи на поду, док рефрен пева у пратњи бенда. Такође, у споту се појављује у соби пуној белих зечева, али и док седи поред једног слона. Пинк је снимајући овај спот доста сазнала о животу слонова у заточеништву. Она је била против тога да се животиње појављују у њеном споту, јер је то видела као злостављање животиња али су је дресери разуверавали говорећи да је животињама лепо и забавно. Пинк је и сама рекла да је спот за ову песму помало мрачан и чудан, али истовремено занимљив и другачији.

### Топ листе
| Земља            | Врх |
| ---------------- | --- |
| Аустрија         | 2   |
| Белгија          | 5   |
| Велика Британија | 1   |
| Ирска            | 2   |
| Канада           | 4   |
| Немачка          | 2   |
| Норвешка         | 7   |
| САД              | 8   |
| Француска        | 29  |
| Холандија        | 6   |
| Швајцарска       | 6   |
| Шведска          | 5   |